# 道坪野城
道坪野城（どうつぼのじょう）は、富山県小矢部市道坪野に在った日本の城（山城）。とやま城郭カードNo.84。

## 規模
主郭は南北約40メートル、東西約40メートルの方形で、周囲に土塁、切岸が見られる。その他の削平面は少なく全体として小規模であるものの、南東に在った越中国安楽寺城よりはしっかりした作りとなっている。

## 歴史
築城年代は不明だが、影野左衛門が拠り、後に三宅新左衛門尉が拠ったとされ、他に松岡新左衛門の名も見えるが、彼らの動向は不明である。恐らく戦国期にこの地に本拠を持った土豪であろうと思われる。尚、三宅新左衛門尉を能登畠山氏の家臣だった三宅長盛の一族であるとする説も在るが、確証を得ない。
付近には小矢部市街（旧今石動）から加賀国莇谷を通って鳥越城（石川県津幡町七黒に在った城で、石川県白山市三坂町に在った「鳥越城」とは別個）へと通ずる国境越えの道があり、道坪野城が天正年間における佐々成政と前田利家の攻防戦の拠点の一つとなった可能性もあるが、同様の立場にあった一乗寺城や源氏ヶ峰城の様に改修を施されてはいない。成政が加賀越中国境で最重要視していたのは越中国一乗寺城～加賀国松根城ラインであり、道坪野城は軽視されていたと思われる事、そして佐々・前田間の争いにおけるハイライトとも言える末森城での攻防戦の撤退時に、手薄になっていた鳥越城を奪取し得た事もその一因として挙げられよう。